# Kalligramma haeckeli
Kalligramma haeckeli es un género extinto de crisopa parecida a una mariposa búho. Vivió en Alemania durante el Jurásico Superior. Fue nombrada por Johannes Walther en 1904. Esta crisopa midió 24 cm de envergadura.
Es una de las especies del género Kalligramma, fue el primero en ser descubierto.

Kalligramma haeckeli